# Mustela nivalis rixosa
Mustela nivalis rixosa es una subespecie de  mamíferos carnívoros  de la familia Mustelidae subfamilia Mustelinae.

## Distribución geográfica
Se encuentran en Norteamérica: la Columbia Británica, Montana, Dakota del Norte y Minnesota.